# Hermann Roelcke
Friedrich Wilhelm Hermann Roelcke (* 6. Oktober 1832 in Berlin; † 10. Januar 1896 in Weißensee) war ein deutscher Unternehmer und Bodenspekulant, der sich insbesondere während der Gründerzeit in der bis 1920 selbständigen Landgemeinde Weißensee (danach als Berliner Bezirk Weißensee) engagierte.
Hermann Roelcke betrieb ab dem Jahre 1861 als Kunstgärtner eine Gärtnerei in Charlottenburg.
Während der Gründerjahre spekulierte er gemeinsam mit Gustav Adolf Schön mit Grundstücken in Weißensee. Um vom einsetzenden Baugeschehen zu profitieren, gründete er mit Gustav Adolf Schön, Ernst Gäbler und dem Bankhaus „Busse & Co.“ eine Baugesellschaft.
Er errichtete Ziegeleien, ließ Straßen anlegen und pflastern sowie Häuser bauen. Während Gustav Adolf Schön sein eingesetztes Kapital mehrte, verlor Hermann Roelcke dabei sein ganzes Vermögen und starb 1896 in geistiger Umnachtung.
Mit der in Berlin-Weißensee gelegenen Roelckestraße setzte Gustav Adolf Schön ihm noch zu seinen Lebzeiten eine Ehrung.

## Einzelnachweis
1. ↑  StA Weißensee Sterberegister Nr. 20/1896

| Personendaten    | Personendaten                                           |
| ---------------- | ------------------------------------------------------- |
| NAME             | Roelcke, Hermann                                        |
| ALTERNATIVNAMEN  | Roelcke, Friedrich Wilhelm Hermann (vollständiger Name) |
| KURZBESCHREIBUNG | deutscher Unternehmer, Spekulant                        |
| GEBURTSDATUM     | 6. Oktober 1832                                         |
| GEBURTSORT       | Berlin                                                  |
| STERBEDATUM      | 10. Januar 1896                                         |
| STERBEORT        | Weißensee                                               |